# 四国システム開発
四国システム開発株式会社（しこくシステムかいはつ）は、徳島県徳島市に本社を置くシステム開発に関する企業である。

## 沿革
- 1986年 - 会社設立。
- 1987年 - 高知事業所開設。
- 1987年 - 松山事業所開設。
- 1989年 - 高松事業所開設。
- 1992年 - 大阪事業所開設。
- 2005年 - 神戸事業所開設に伴い大阪事業所を統合。

## 事業所
- 徳島事業所（本社）
  - 徳島県徳島市万代町3丁目5番地4 近藤ビル4F
- 松山事業所 - 愛媛県松山市
- 高松事業所 - 香川県高松市（日本アイ・ビー・エム高松ビルに入居）
- 高知事業所 - 高知県南国市
- 神戸オフィス - 兵庫県神戸市中央区